# The Rocky Road
The Rocky Road, en español El Camino Rocoso, es un cortometraje de cine mudo estadounidense de 1910 dirigido por D. W. Griffith y protagonizado por Frank Powell. Se conservan copias de la película en los archivos cinematográficos de la Biblioteca del Congreso y del Museo de Arte Moderno.

## Reparto
- Frank Powell como Ben
- Stephanie Longfellow como la mujer de Ben
- George Nichols como El Labrador
- Linda Arvidson
- Kate Bruce como La Sirvienta
- Charles Craig como Farmhand / En la Iglesia
- Adele DeGarde
- Gladys Egan como tal La Iglesia
- Frank Evans como tal en La Barra
- Edith Haldeman como La Hija, de Niña
- James Kirkwood como El  Mejor Hombre
- Henry Lehrman como la Barra Exterior
- Marion Leonard
- Wilfred Lucas
- W. Chrystie Molinero como El Ministro
- Owen Moore
- Anthony O'Sullivan como En la Barra
- Harry Solter
- Blanche Golosina como La Hija, en Dieciocho
- J. Waltham como En Barra
- Dorothy West actúa  En Iglesia (sin crédito)